# Fairmount (Illinois)
Fairmount est un village situé à l'est du comté de Vermilion dans l'Illinois, aux États-Unis,. Il est incorporé le 11 juillet 1894.

## Démographie
Lors du recensement de 2010, le village comptait une population de 642 habitants. Elle est estimée, en 2016, à 609 habitants.

### Source de la traduction
- (en) Cet article est partiellement ou en totalité issu de l’article de Wikipédia en anglais intitulé « Fairmount, Illinois » (voir la liste des auteurs).